# Martín Fernández Palacio
Martín Fernández Palacio (Baracaldo, Vizcaya, 20 de noviembre de 1920-Bilbao, 27 de enero de 2003) fue un químico y político español. Procurador en Cortes durante el franquismo y senador en la legislatura constituyente.

## Biografía
Tras concluir el bachillerato en el colegio Santiago Apóstol de Bilbao, comenzó la carrera universitaria de Ciencias Químicas en la Universidad de Zaragoza (1945), concluyendo la licenciatura en la Universidad de Salamanca (1950). Trabajó algunos años en diversas industrias de Países Bajos, Suiza y Francia, y completó su formación realizando una Diplomatura en Lactologia en el Instituto Lactología de Berna (1954). Ese año se casó con Ana María Loizaga. El matrimonio tuvo un hijo.
Comenzó su actividad profesional en la empresa General Química. En 1957 fue nombrado director general de la Cooperativa Beyena, la empresa familiar fundada por su padre, Gervasio Fernández Torróntegui en 1953. Desde allí impulsó la creación de Caja Rural Provincial de Vizcaya (1965), siendo presidente de esta entidad bancaria desde entonces hasta 1979.
El 17 de febrero de 1972 presentó, junto al también procurador por Vizcaya, Ignacio Satrústegui una enmienda solicitando la restauración del Concierto Económico tanto en Vizcaya como en Guipúzcoa, dentro del proyecto de la primera Ley de Régimen Local. La propuesta fue secundada por el resto de procuradores guipuzcoanos y alaveses. Con todo, esta enmienda no llegó a prosperar.
También fue vocal del II y III Plan de Desarrollo, en la Comisión de Desarrollo Regional de Agricultura y Alimentación. Dirigió la construcción de diversas industrias, entre ellas, la Cooperativa Lechera Beyen. Fue procurador en Cortes elegido por el tercio familiar en la IX y X Legislatura. Formó parte del grupo de procuradores trashumantes. En 1976 fue nombrado director general de Consumidores del Ministerio de Comercio, aunque dimitió al año siguiente. En las elecciones de 1977 fue elegido senador por Unión de Centro Democrático (UCD) por Vizcaya, en la legislatura constituyente (1977-1979).
En julio de 1982, tras la crisis abierta en el seno de UCD, Fernández Palacios pasó a formar parte de la gestora provincial del Partido Demócrata Popular. Se presentó en las elecciones municipales celebrados el 8 de mayo de 1983 por Coalición Popular por el municipio de Baracaldo. Fue el cuarto partido más votado, por lo que salió elegido como concejal del ayuntamiento de Baracaldo.
Concluyó su carrera política presentándose como candidato al Senado en las elecciones generales de 1986, por Coalición Popular, en un simbólico puesto como tercer suplente. Falleció en Bilbao, a los 76 años en Bilbao.